# 哥吉拉VS
《哥吉拉VS》為日本廠商Natsume自東寶怪獸系列電影《哥吉拉》為基礎開發的同名PS3／PS4電視遊樂器遊戲，並由萬代南夢宮所發行。
本遊戲在2014年推出PS3版本，為動作冒險遊戲，玩家可操作哥吉拉在劇情中，一邊殲滅人類和敵方怪獸的反抗、一邊成長茁壯，除了練成堅不可摧的身軀之外，也能解鎖其他被擊倒的怪獸供玩家遊玩；2015年推出了功能和內容更為強化的PS4版本，並加入了格鬥要素，可讓最多三名玩家操作怪獸，以網路連線方式在同個場地上捉對廝殺。

## 遊戲簡介
本遊戲藉由讓玩家操作哥吉拉，來重現牠在1964~2014年的不同電影作品中，所遇到的強敵和經歷的演化歷程，並在遊戲過程中破壞人類城鎮和敵方怪獸，來強化哥吉拉的實力。

在單人模式中，玩家怪獸的受傷狀況只能從螢幕四周出現的橘色血跡，來判定自身重傷程度；而在對戰模式中則變成傳統生命值血條。
- 毀滅模式：為傳統的線性劇情模式，玩家一開始可操作哥吉拉，從一開始的50m身高，藉由不斷的戰鬥，達到最高100m的身高；另一方面，部分怪獸則扮演對抗哥吉拉等敵對怪獸的一方，來保衛城市避免遭到哥吉拉等敵對怪獸的破壞。
- 怪獸之王模式：玩家可操作怪獸，與敵方怪獸進行六連戰。
- 進化模式：玩家可藉由在上述兩種模式中，擊敗敵方怪獸所蒐集到的細胞與碎片，來強化自身怪獸的實力。
- 特攝視角模式：玩家可藉由自訂視角觀賞，或自訂對戰環境來重現電影中的場景。
- 連網對戰模式：除提供雙人線上對戰之外，也能進行三人相互線上對戰。

## 登場怪獸
- 哥吉拉：1964年版、紅蓮哥吉拉、2014年版
- 摩斯拉：幼蟲、成蟲
- 機械哥吉拉：第一代、第二代、超級機械哥吉拉、三式機龍改
- 王者基多拉
- 機械王者基多拉
- 拉頓
- 蓋剛
- 黑多拉
- 安基拉斯
- 碧奧蘭蒂
- 噴射傑格
- 巴特拉：幼蟲、成蟲
- 戴斯特洛伊亞
- 太空哥吉拉

## 人類勢力
本遊戲的單人模式中，加入了人類軍事和政治層面，對哥吉拉的反應，並隨著不同性格的首相，影響威脅層級（難度）和首相授權的軍事動員規模。
鳩谷（聲：武田幸史）
姓氏取自鴿派，難度最易，面對哥吉拉的來襲只能選擇與其共存。
中條（聲：野中秀哲）
姓氏取自中間派，難度中等，性格相較於前者，仍有不得不反抗哥吉拉的底線。
鷹（聲：水落幸子）
姓氏取自鷹派，難度最難，決心根絕哥吉拉的威脅，並授權自衛隊以一切手段殲滅哥吉拉，包含派遣Super X（X1、X2、X3）和轟天號。

## 遊戲評價
根據日本遊戲媒體Gamespark的報導，本遊戲在日本與海外地區的接受程度，呈現褒貶不一的狀況。

## 外部連結
- PS3版官網 （页面存档备份，存于） （日語）
- PS4版官網 （页面存档备份，存于） （日語）
- 官方臉書 （页面存档备份，存于） （英文）